# 독일 국적법
독일 국적법에 연관된 시민권은 혈통주의의 원칙을 기반으로 이루어져 있다. 그 말은 즉, 출생 장소와 관계없이 부모가 독일 시민권자인 경우, 일반적으로 독일 시민권을 획득하게 된다는 것이다.
2000년 1월 1일부로 시행된 (1999년에 하원에서 통과된) 새로운 국적법은 장기간 독일에 거주한 외국인, 특히 독일 내에서 출생한 아이들이 시민권을 얻기 쉬워지게 되었다.
이전의 독일 국적법 개정은 1913년에 이루어졌다. 이 개정은 나치 아래에서 제정된 법을 독일 연방 공화국이 폐지하는 과정에서 이루어진 것이다.

## 역사
프로이센의 법률은 독일 제국 법제도의 기초가 되었다. 프로이센 국적법은 1842년 12월 31일에 발표된 혈통주의 개념을 도입한 ‘프로이센의 국민으로 그 시민권의 취득과 상실에 대한 고려 및 외국 시민권에 대한 법률’까지 거슬러 올라갈 수 있다.
1913년까지 , 그러나 각각 독일의 주들은 각각의 국적법을 가지고 있었는데 대표적으로 남부(특히 바이에른 주)의 국적법은 특히 진보적이었다. 1913년 7월 23일 독일은 국적법을 하나의 독일제국에서 파생된 시민의 개념을 독일 시민권법으로 확립하고 1999년의 법 개정 전까지 운용하였다.
제3제국(1933~1945년 사이, 히틀러 치하의 독일) 아래서, 독일의 국적법은 1934년에 개정되었는데, 각각의 주가 유지하고 있었던 개별적인 시민권 방식을 인정하지 않고 하나의 국적법으로 통일하는 것이 그 내용이었다. 그 말은 즉 귀화 또는 귀화권을 박탈하는 행위를 국가에서 통제한다는 것이다. 1935년 나치의 시민법
(Reichsbürgergesetz)이라 불리는 두 번째 뉘른베르크 법은 다시 시민을 나누게 되는데 나치의 시민으로 인정되는 아리안과 2급 시민으로 분류되는 유대인이 그것이다.
1938년, 독일의 국적법 은 독일의 오스트리아 합병 아래, 오스트리아로 확장 적용되었다.
1945년 4월 27일에는 오스트리아가 재 건립되고 1938년 이전의 오스트리아 국적법이 다시 시행되었다. 이 국적법은 그 시기 오스트리아에 남아있던 모든 이들에게 오스트리아 시민권을 수여 했다. 그로 인해 오스트리아 국적 취득자는 자동으로 독일 국적을 잃었다.
나치 지배하의 법개정 과 뉘른베르크 법은 1945년 연합군 점령 조례에 의해 전면 취소되었다.

### 최근 독일 국적법 개정
이후 1999년에 시행된 독일 국적법 개정은 1998년, 소극적인 외국인정책을 고수해 왔던 보수 기민당정권의 16년간의 장기 집권이 끝나고 사민당과 녹색당의 적녹연정이 집권하게 되면서, 국적법과 외국인법의 개혁 움직임이 활발해졌다.
하지만, 이는 야당의 반대에 부딪혔고 정당 간 이견이 오가는 가운데, 기민당은 이중국적반대 캠페인을 주도하여 5백만의 반대서명을 얻어냈다. 그 여파로 1999년 1월 적녹연정은 집권한 지 채 100일도 안되어 치러진 헤센주 선거에서 참패함으로써 이중국적을 허용하려던 당초의 계획을 중단할 수밖에 없었다. 그리고 자유당이 제안한, 이중국적을 일정한 연령에 이르기까지 제한적으로 부여하는 대안적 모델을 수용하여 절충안을 통과시켰다.
그 내용은 다음과 같다.
첫째, 1913년 제국국적법 이래 고수되어 온 속인주의 원칙과 출생지에 따라 국적취득이 결정되는 속지주의 원칙을 부분적으로 결합하였다. 즉, 부모 중 1인 이상이 8년 이상 독일에 합법적으로 거주했거나,영주권을 보유하고 최소 3년 이상 독일에 거주한 외국인의 출생자녀는 독일 시민권을 부여받았다.
이처럼 태어나면서부터 이중국적을 갖게 된 이민자 2세는 18세가 되면 5년 이내에 의무적으로 하나의 국적만을 선택해야 한다. 즉 원칙적으로 이중국적은 허용하지 않고 있다.
둘째, 개정국적법은 국적취득의 조건을 완화하였다. 국적취득에 필요한 체류기간이 단축되어 15년 이상 독일 내 거주하는 조건에서 8년 거주로 하향 조정되었다. 따라서 외국인이 독일인으로 귀화하는 것이 한층 용이해졌으나, 그 대상자는 영주권을 가지고 있어야 하며, 복지급여와 실업수당 없이 생활할 수 있음을 입증해야 하며, 또한 독일어에 능통해야 하는 조건을 갖추어야 한다.
1913년 제국국적법 제정 이래 몇 차례의 법 개정이 있었지만, 2000년 개정국적법에 이르러 혈통적 유대를 중시하는 속인주의적 시민권 제도에서 보다 개방적인 속지주의적 시민권 제도로 전환이 이루어졌다.

## 독일 국적 취득
독일 국적의 취득 방법에는 독일에서 출생 한 경우, 독일인 부모에게서 출생했을 경우, 독일인 부모에게 입양 되었을 경우, 귀화했을 경우로 나눌 수 있다.

### 독일에서 출생
2000년 1월 1일 이후 비 독일인 부모에게서 태어난 아이들은 두 부모 중 적어도 한명이 다음의 조건을 가지고 있다면 독일 시민권을 획득할 수 있다.
1. 영주 허가권을 가지고 있을 경우
2. 적어도 8년 이상 독일에 거주 하고 있을 경우

이러한 아이들은 23살까지 독일 시민권을 유지하도록 독일정부로부터 요구받는다.
또한 이 법안이 앞으로 법원에 의해 수정되거나 사라지지 않는다고 생각했을때, 이들은 다른 외국 국적을 보유 하지 않았다는 것을 독일정부에 증명해야한다.
이 증명의 유일한 예외가 있는데 EU 시민권을 가지거나 모로코, 이란 같이 국적 포기가 안되는 국가의 국적을 가졌을 때이다.
또한 부모가 유럽 경제 지역 국가나 스위스의 국적을 가지고 있을 때엔 5년 뒤 영구적인 영주 허가권을 받을 수 있다.

### 독일인 부모로부터 출생
자녀의 출생 당시 부모가 독일 국적을 가지고 있었다면, 그 자녀는 출생 장소와 상관없이 독일의 국적을 가지게 된다.
- 아버지 또는 어머니가 독일 국적을 가졌을 경우, 1975년 1월 1일 이후에 태어난 사람은 독일인이다.
- 1975년 1월 1일 이전에 태어난 사람들은 아버지가 독일 국적을 가졌을때만 독일 국적을 주장 할 수 있다. 예외로는 부모가 아직 결혼하지 않은 상태였거나(독일인 어머니가 국적을 취득할 수 있는 경우) 독일인 어머니가 1977년 12월 31일 이전에 아이를 독일 정부에 출생등록 한 경우가 있다.
- 만약 독일인 아버지가 어머니와 아직 결혼하지 않은 상태에서 1993년 7월 1일 이전 출생했다면 이들을 위한 특별법이 존재한다. 이 특별법이 적용되려면 아버지가 친부를 인정하고, 1998년 7월 1일 이전에 어머니와 결혼해야 한다.
- 만약 출생자의 독일인 부모가 1999년 12월 31일 이후 외국에서 태어났었고, 출생자의 출생등록지가 그 외국이라면 그 출생자는 출생 당시 독일국적을 획득할 수 없다.

- 독일인 부모로부터 출생해도 예외가 있는데, 그것은 다음과 같다.

1. 아이가 국적이 없을 경우
2. 독일의 부모가 해외 독일기관에 출생 1년이내 자녀의 출생을 등록했을 경우.

- 만약 부모가 1999년 12월 31일 이후 외국에서 태어났고, 그들의 등록지가 해외인 경우 역시 출생자의 독일 국적은 바로 유효화 되지 못한다. 예외 경우는 위와 같다.
- 독일에서 태어났지만 외국으로 입양된 아이의 경우에는 그들의 해당 지역 독일 영사관에 문의해야한다.

독일의 부모로부터 국적이 얻어진 경우에는 독일 출생에서 국적이 얻어진 자들과는 다르게 23살까지 독일 국적을 유지하지 않아도 된다. 만약 그들이 출생지의 국적을 얻게 된다해도 그들은 그 국적을 갖고 있을 수 있다.

### 독일인 부모에게 입양 되었을 경우
독일 국적자에 의해 입양된 아이가, 입양되는 시점에서 18세 이하였다면 자동으로 독일 국적이 획득된다. 따라서 다중국적이 부여 될 수 있다.

### 귀화했을 경우

##### 자격을 통한 귀화
다음 기준들을 모두 충족한 개인은 독일 시민으로 귀화할 수 있는 자격을 얻게 된다.
- 최소한 8년 이상 독일에 정상적으로 거주하고 있는 자
- 행위능력을 가지고 있거나 법적 대리인이 있는 자
- 독일 기본법에 기술되어 있는 자유 민주주의 헌법체제에 현재와 과거에 참여하고 책임을 지고 있는 것이 확인되는 자(혹은 과거 자유 민주주의 원칙과 반대되는 이념을 지지했던 것을 그만두고 현재는 자유 민주주의 원칙의 책임을 다하는 자)
- 자유이동이 허락된 체류허가증을 소유한 유럽연합이나 스위스 시민, 혹은 영원한 체류권리를 부여 받은 비 유럽연합/스위스 시민
- 본인 스스로 자신을 부양할 수 있는 자
- 불법적인 행동으로 인해 형을 선고 받지 않았고 법원의 명령에 종속되지 않은 자 (개선 혹은 방지 명령)
- 독일에 대해 충분한 지식을 보유하고 있는 자
- 독일 연방 공화국의 법 체제, 사회적 문화적 상황에 대한 지식을 보유하고 있는 자

행위능력을 지니지 못한 개인은 독일에서 최소 8년 이상 정상적인 삶을 살아야 한다는 조건만 지키면 독일 시민으로의 귀화자격을 얻을 수 있다(충분한 독일어 구사 능력이나 자기부양능력 등의 다른 기준들을 충족시키지 않아도 된다)
귀화 신청자는 보통 그들이 현 국적을 포기했다거나 자동적으로 국적을 잃게 된다는 점을 증명해야 한다. 국적을 쉽게 포기 할 수 없는 자 (예를 들면 피난민) 일 경우 예외가 인정된다. 스위스 국민이나 유럽연합에 속한 나라의 시민들 또한 예외가 인정된다.
독일 시민으로의 귀화 자격을 얻게 된 개인은 본인의 배우자나 자식들 또한 동시에 귀화시킬 수 있다. (배우자나 자식은 독일에서 최소 8년 이상 살지 않아도 된다)

##### 일반 거주 요건의 예외 상황
- 통합과정을 수료한 사람은 체류 요건이 7년으로 줄어들게 된다.
- 본인이 특히 독일 사회에 잘 적응해 있고 매우 상위의 독일어 구사 능력을 갖춘 경우(보통 독일 시민권을 얻기 위한 기본 독일어능력 요건은 B1인데 B1보다 높은 독일어 구사능력을 지닌 경우) 체류 요건은 6년으로 줄어들게 된다.
- 독일 시민의 배우자는 독일에서 연속으로 3년을 산 후에 귀화가 가능하다(단, 결혼은 최소 2년 지속되어야 함)
- 피난민이나 국적 없는 자는 6년 동안의 연속 체류 이후 귀화가 가능하다.
- 前 독일 시민권자의 경우 체류 요건을 충족시키지 않아도 된다.

##### 재량에 의한 귀화
독일 밖에서 정상적인 삶을 사는 개인은 본인이 독일인으로의 귀화를 정당화시킬 수 있을 만한 본인과 독일간의 충분한 관계를 입증할 수 있는 경우 독일 시민으로 귀화가 가능하다.

##### 나치 박해의 희생자
기본법 116조 2항에 의하면 나치 정권하에 독일 시민권을 잃어 버린 사람들은 독일 체류 요건이나 현 시민권과의 재통합 없이도 귀화할 수 있는 자격이 있다.

##### 독일 태생의 아이들
국적법 1999년 개혁에 의하면(2000년 1월 1일부터 효력을 발휘), 1990년이나 그 이후에 독일에서 태어난 아이들에게 적용해야 하는 법이 바뀌었다. 법 개정 결과 1990년대 이후에 태어난 아이들은 독일 시민으로 귀화할 수 있는 자격을 지닌다.
이러한 아이들은 23살이 될 때까지 독일 국적을 그대로 유지할 것인지 아닌지 결정해야 하며 독일 국적을 선택한 이후에는 동시에 다른 국적을 지닐 수 없게 된다.

### 귀화 통계
1995년부터 2004년까지, 1,278,424명의 외국인들이 귀화를 함으로써 독일 국적을 얻었다. 이것은 곧 전체 독일 인구의 약 1.5%가 그 시기에 귀화했음을 뜻한다.
| 국가/연도                           | 1995   | 1996   | 1997   | 1998    | 1999    | 2000    | 2001    | 2002    | 2003    | 2004    | 2011    |
| ----------------------------------- | ------ | ------ | ------ | ------- | ------- | ------- | ------- | ------- | ------- | ------- | ------- |
| 튀르키예                            | 31,578 | 46,294 | 42,240 | 59,664  | 103,900 | 82,861  | 76,573  | 64,631  | 56,244  | 44,465  | 28,103  |
| 이란                                | 874    | 649    | 1,171  | 1,529   | 1,863   | 14,410  | 12,020  | 13,026  | 9,440   | 6,362   | 2,728   |
| 세르비아 몬테네그로                 | 3,623  | 2,967  | 2,244  | 2,721   | 3,444   | 9,776   | 12,000  | 8,375   | 5,504   | 3,539   | 6,309   |
| 아프가니스탄                        | 1,666  | 1,819  | 1,475  | 1,200   | 1,355   | 4,773   | 5,111   | 4,750   | 4,948   | 4,077   | 2,711   |
| 모로코                              | 3,288  | 2,918  | 4,010  | 4,981   | 4,312   | 5,008   | 4,425   | 3,800   | 4,118   | 3,820   | -       |
| 레바논                              | 595    | 784    | 1,159  | 1,782   | 2,491   | 5,673   | 4,486   | 3,300   | 2,651   | 2,265   | -       |
| 크로아티아                          | 2,479  | 2,268  | 1,789  | 2,198   | 1,536   | 3,316   | 3,931   | 2,974   | 2,048   | 1,689   | -       |
| 보스니아 헤르체코비나               | 2,010  | 1,926  | 995    | 3,469   | 4,238   | 4,002   | 3,791   | 2,357   | 1,770   | 2,103   | -       |
| 베트남                              | 3,357  | 3,464  | 3,129  | 3,452   | 2,270   | 4,489   | 3,014   | 1,482   | 1,423   | 1,371   | 2,428   |
| 폴란드                              | 10,174 | 7,872  | 5,763  | 4,968   | 2,787   | 1,604   | 1,774   | 2,646   | 2,990   | 7,499   | 4,281   |
| 러시아                              | –      | –      | –      | –       | –       | 4,583   | 4,972   | 3,734   | 2,764   | 4,381   | 2,965   |
| 우크라니아                          | –      | –      | –      | –       | –       | 2,978   | 3,295   | 3,656   | 3,889   | 3,844   | 4,264   |
| 이라크                              | 364    | 363    | 290    | 319     | 483     | 984     | 1,264   | 1,721   | 2,999   | 3,564   | 4,790   |
| 이스라엘                            | 1,025  | 0      | 584    | 0       | 802     | 1,101   | 1,364   | 1,739   | 2,844   | 3,164   | 1,971   |
| 총계 (위의 표에 없는 국가까지 포함) | 71,981 | 86,356 | 82,913 | 106,790 | 143,267 | 186,688 | 178,098 | 154,547 | 140,731 | 127,153 | 106,897 |

## 독일 국적의 손실
독일의 국적은 독일의 국민이 자발적으로 다른 나라의 국적을 취득했을 때 자동으로 손실된다. 단, 두 가지 경우의 예외가 존재한다.
1. 취득한 국적의 나라가 EU회원국, 스위스, 혹은 독일과 상호 협정을 맺고 있는 다른 국가일 경우
2. 다른 나라로의 귀화 이전에 타국 국적 획득에 대한 허가를 신청 및 인증 받았을 경우. 귀화 이전에 소위 독일 국적을 유지할 수 있는 허가를 사전에 받아야 한다. 사전에 허가를 받지 못할 경우 다른 나라에 귀화와 동시에 독일 국적은 사라진다.

독일 국적을 상실 할 수 있는 다른 예로는
- 독일인 부모에게서 태어나지 않았지만 독일에서 태어나 독일 국적을 취득한 경우, 국적 유지를 원한다는 신청을 하지 않으면 23세가 되는 즉시 자동으로 독일 국적을 상실한다. 만약 다른 국가의 국적을 유지하고자 한다면 해당 사항에 대한 신청을 21세 이전에 해야 한다.
- 2000년 1월 1일 이후 외국 군대에서 의무 병역 이행을 넘어 독일 정부의 허가 없이 자발적으로 복역할 시 독일 시민권을 박탈당할 수 있다. 2011년 7월 6일부터 EU, EFTA, NATO 국가들의 군대와 호주, 캐나다, 이스라엘, 일본, 뉴질랜드, 대한민국, 미국의 군대에서의 의무 병역 이행은 자동적으로 허용된다.[8]
- 독일 국적을 가진 아이가 외국 부모들에게 입양될 때, 입양한 부모 국가의 법에 의해 부모의 국적을 자동적으로 입양아가 갖게 될 경우가 있다. 예를 들어, 2001년 2월 27일(미국의 Child Citizenship Act of 2000의 효력 발생일) 이전에 미국인 부모에게 입양된 독일 아이는 자동으로 독일 국적을 잃지 않았을 것이다. 왜냐하면 미국 국민에게 입양됐다는 이유로 입양아가 자동적으로 미국 국적을 획득하지 않았었기 때문이다. 이에 대한 예외는 아이의 독일 부모와의 법적 관계가 유지되고 있을 경우가 있다.

## 이중 국적
다음과 같은 상황에서 허용된다:
- 획득된 다른 국적이 EU 회원국들 중 하나거나 스위스 국적일 때 허용된다. EU나 스위스 국적을 가진자가 아닐 경우 독일 시민이 되기 위해서는 보통 이전에 갖고 있던 국적을 포기해야 한다. 하지만 다음의 경우 예외를 둔다. 국민들이 자국 국적을 포기하지 못하게 규정하는 국가의 시민의 경우 (아르헨티나, 볼리비아, 브라질, 코스타리카; 뒤의 출생지주의 기반 국적법을 가진 나라들은 해당 국가에서의 비자발적인 출생으로 인해 국적을 얻게 된 경우에만 원래 국가의 국적 포기를 허용한다: 도미니카 공화국, 에콰도르, 과테말라, 온두라스, 멕시코, 니카라과, 우루과이) 국적 포기 과정이 지나치게 어렵거나, 치욕스럽거나, 비쌀 경우 (아프가니스탄, 알제리, 앙골라, 쿠바, 에리트레아, 이란, 이라크, 레바논, 모로코, 나이지리아, 시리아, 태국, 튀니지) 드물지만 개별적 사례로 기존 국적의 포기가 개인에게 막대한 불이익을 가져다 줄 경우

- 독일 정부의 허가("Beibehaltungsgenehmigung") 아래 독일 국민이 비EU, 혹은 스위스가 아닌 다른 국적을 획득했을 경우 (예를 들어, 독일 내, 혹은 다른 국가에 친지, 사유재산이 있을 때, 취업한 국가가 일을 하기 위해 해당 국가의 시민권을 요구할 때)이중 국적 취득이 가능하다. 하지만 비EU, 혹은 스위스가 아닌 국가의 국적을 정부의 허가 없이 자발적으로 획득했을 때 독일 국적은 자동으로 상실된다. 정부의 허가는 얻고자 하는 다른 나라의 국적이 EU국가 혹은 스위스일 때에는 필요하지 않다.

- 귀화가 진행될 때 1951 여행 문서를 갖고 있는 난민 혹은 망명자일 경우

- 독일인 부모에게서 태어난 아이가 탄생과 함께 다른 국적을 얻게되는 경우 (출생지, 혹은 부모 중 한 명의 후손). 비독일인 부모 중 어느 한 쪽이 영주권(최소 3년간 유지된)을 갖고 있고 독일에서 8년 이상 거주했다면, 2000년 1월 1일 이후 그 부모에게서 태어난 모든 아이들은 독일 국적을 갖게 된다. 이중 국적을 제한하는 현재 국적법에 따르면 비EU, 비-스위스 국적 부모의 자녀들은 기본적으로 23세에 독일과 그 외 국적 중에서 하나를 택해야만 한다 ("Optionspflicht" = 하나의 국적만을 선택해야 하는 의무). 하나의 국적을 택하지 못할 때에는 자동적으로 독일의 국적을 잃게 된다 (예외는 위에 언급됨).

## 독일의 국적법 제정 논란
2013년 3월 13일 독일의 국회에서 국적법 제정 논란이 있었다. 당시 독일 연방의회에서는 '이중국적 인정' 외에 '국적 선택의무 삭제', ‘독일국적 취득법 완화‘ 등의 야당들의 법률안을 두고 표결이 이루어졌다. 하지만, 집권 연정인 유니온(기민당/기사당) 그리고 자민당이 이를 거부함에 따라, 다수의 지지를 얻지 못해 부결되었다.
녹색당이 제출한 국적선택 의무규정을 삭제하기 위한 법률안이 연방의회에서 표결에 의해 207대 307로 다수가 반대하는 결과를 가져왔다. 사민당과 좌파당에서 제출된 국적선택 삭제를 위한 법률안 또한 다수가 반대했다.
이 국적법 논란에 대해 각 정당의 입장을 정리하면 다음과 같다.
- 녹색당

지난 몇년간 좌파당과 함께 이중국적 인정을 위해 진력해 온 녹색당은 '국적선택 의무'의 법률안 삭제를 끝까지 고집하고 있는 입장이다. 외국인 부모 아래 독일에서 태어난 아이들이 성인이 된 직후나 늦어도 23세까지는 독일 국적과 부모의 국적 둘 중 선택해 결정해야 하는 법 규정의 삭제를 원하는 것이다.‘이 규정은 사회통합 정책에 맞지 않고 헌법적으로 의심스러울 뿐만 아니라, 행정처리를 위한 불필요한 재정들이 소비되고 있다’며 녹색당 측 원내 교섭단체들은 안건을 제출했다.
- 사민당

사민당 또한 그들의 2013년 정책 프로그램에 이중국적 허용을 포함시키면서, 현 국적법 개정을 위해 적극적인 모습을 보이고 있다. 사민당은 정부가 국적선택 모델을 폐지하기 위한 법률안을 내놓기를 요구하면서, 외국인 부모의 자녀가 독일에서 태어났거나 최소한 부모 중 한명이 영주권을 가지고 오랫동안 독일에 합법적으로 머물렀다면, 그 자녀는 부모의 국적과 함께 지속적으로 독일 국적 또한 가질 수 있어야 한다는 의견을 내놓고 있다.
나아가 사민당은 지난 13일 외국인이 독일로 귀화할 경우 전 국적을 포기해야 하는 규정을 개정, 귀화 시에도 복수국적은 가능해져야 한다는 안건과 함께, 더불어 귀화 조건들 또한 완화되어야 한다는 의견을 제안했다.
- 좌파당

좌파당은‚ 기본적으로 독일에 5년 이상 정착한 외국인들에게 귀화할 수 있는 자격을 부여해야 하며, 개인 수입에 상관없이 귀화가 이루어질 수 있어야 하고, 독일어 능력에 있어서도 간단한 구두적 의사소통이 가능한 것으로 귀화 조건이 충분해야 한다‘면서 구체적인 안건을 제시하면서 귀화 조건 완화에 대한 강한 의지를 보이고 있다.
더불어, 좌파당 측은 귀화와 독일에서의 출생에 따라서 복수국적이 일반적으로 승락되어야 하고, 성인이 된 후 국적을 선택해야만 하는 강요는 없어져야 한다는 안건들을 내놓았다
- 기민당

연방 내무부의 의회 차관인 올레 슈뢰더(Ole Schröder, 기민당 소속)는 야당 측의 입장들을 비난하며, "독일 국적을 투매하려 한다"라고 표현한 것으로 전해지면서, 유니온은 독일국적을 취득하는 일은 성공적인 사회통합의 마지막 결과물이라는 입장을 고수함과 더불어, 독일로 귀화하는 외국인들의 수는 귀화조건들이 완화되지 않아도 증가한다는 의견을 밝혔다.
기민당 의원인 라인하드 그린델(Reinhard Grindel) 또한 "독일에서 태어난 외국인들의 자녀들 중에는 성공적인 학업을 위해 필요한 독어능력을 보이지 못하는 경우들도 있으며, 직업교육을 받은 이주배경을 가진 청년들도 전체 평균보다 더 적다"면서 "그들에게 직업교육과 독어능력들을 위해 지원하고 도울수는 있지만, 독일국적은 아니다"라고 강조했다.
- 자민당

자민당은 돌아오는 선거를 위한 공약에 이중국적 인정을 포함시키고 있음에도 불구하고 이번 연방의회 표결에 반대의견 입장에 서 이목을 끌면서, "국적 자체가 본질적으로 이주의 성공과 사회통합의 성공을 결정하는 것이 아니다", "국적은 무엇보다 이주자들의 개인적, 직업적 관점과 연관성이 있다"며 유니온과 야당측과는 다른 입장에 있음을 표명한 가운데, 자민당은 국적법의 현대화를 원하고 있지만, 경솔한 국적법 개정은 아니라는 입장을 전했다.